# Tapinotaspoides serraticornis
Tapinotaspoides serraticornis är en biart som först beskrevs av Heinrich Friese 1899.  Tapinotaspoides serraticornis ingår i släktet Tapinotaspoides och familjen långtungebin. Inga underarter finns listade i Catalogue of Life.